# Cimahi
Cimahi (prononciation indonésienne : [tʃimahi]) est une ville enclavée située immédiatement à l'ouest de la  ville de Bandung, dans la province de Java occidental, en Indonésie et dans la zone métropolitaine de Bandung. Elle couvre une superficie de 42,43 km2 et comptait une population de 541 177 habitants lors du recensement de 2010 et de 568 400 habitants lors du recensement de 2020; l'estimation officielle à la mi-2023 était de 590 782 habitants (dont 297 844 hommes et 292 938 femmes). La ville est un important producteur de textiles et abrite plusieurs centres de formation militaire.

## Géographie
Cimahi, située à 180 km au sud-est de Jakarta, se situe entre Bandung et la régence de Bandung Ouest. Cimahi comprend trois districts (kecamatan), eux-mêmes subdivisés en quinze villages urbains (kelurahan). Son altitude la plus basse est de 685 mètres (2 247 pieds) au-dessus du niveau de la mer. Son altitude la plus élevée est de 1 040 mètres (3 410 pieds) au-dessus du niveau de la mer, qui fait partie du mont Tangkuban Perahu et Burangrang. La rivière Cimahi traverse la ville et Cimahi possède également deux sources, appelées Cikuda et Cisontok.

## Histoire
Le nom de Cimahi vient de la rivière Cimahi qui traverse la ville. Le mot vient de la langue sundanaise et signifie littéralement « assez d'eau ». Les habitants de Cimahi s'approvisionnent en eau grâce à la rivière.
La notoriété de Cimahi s'est accrue en 1811, lorsque le gouverneur général Herman Willem Daendels a construit la Great Post Road. Un poste de contrôle, connu sous le nom de Loji, a été construit sur la place Cimahi. Entre 1874 et 1893, la gare ferroviaire de Cimahi et une voie ferrée reliant Bandung et Cianjur ont été construites. La construction de centres d'entraînement militaire et d'autres bâtiments militaires a commencé en 1886. Cimahi a obtenu le statut de district en 1935. En 1975, Cimahi est devenue la première ville administrative de Java occidental et la troisième d'Indonésie. Cimahi a ensuite obtenu le statut de ville à part entière en 2001.

## Galerie

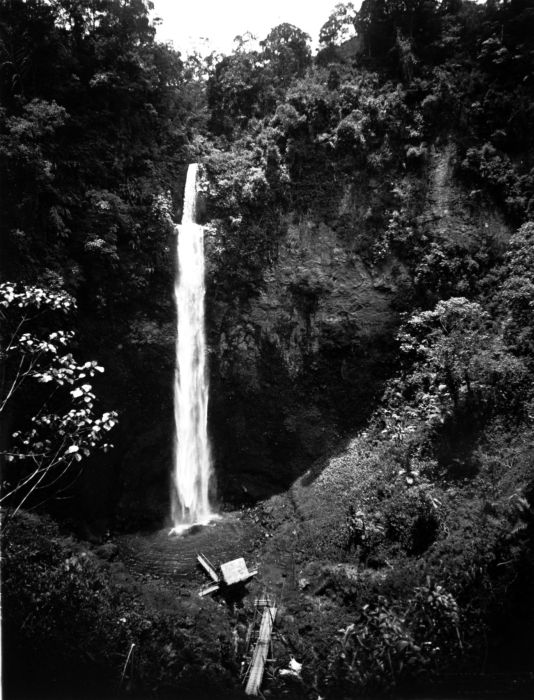
Cascade près de Cimahi, avant 1940. Tropenmuseum

1. ↑  « Investment Profile Cimahi City », sur web.archive.org, 4 mars 2016 (consulté le 19 septembre 2024)
2. ↑  « Investment Profile Cimahi City », sur web.archive.org, 4 mars 2016 (consulté le 19 septembre 2024)
3. ↑  « Website Pemerintah Kota Cimahi », sur web.archive.org, 27 juin 2015 (consulté le 19 septembre 2024)